# Zetor Gerlach
Zetor Gerlach je lehké obrněné vozidlo v konfiguraci 4x4 vyvinuté společností Zetor Engineering Slovakia a pojmenované po nejvyšší slovenské hoře Gerlachovský štít. Veřejnosti bylo poprvé představeno na Slovensku na výstavě IDEB v roce 2018 v Bratislavě, v ČR se představilo na brněnském veletrhu IDET v roce 2019.
V oblasti bezpečnosti posádky Zetor Engineering spolupracoval s německou firmou Rheinmetall Protection Systems GmbH. Gerlach úspěšně absolvoval certifikační testy odolnosti, které potvrdily deklarované parametry NATO STANAG 4569 AEP-55 Volume 2 Level 3a/3b (odolá průbojné munici ráže 7,62×54 mm na vzdálenost 30 m nebo střepinám dělostřeleckých granátů ráže 155 mm ze vzdálenosti 60 m).

Do května 2023 bylo vyrobeno osm prototypů, z nichž dva byly při testech rozstříleny. Existují tři verze lišící se zejména počtem sedaček: A,B a C.

## Design
Zetor Gerlach je taktické obrněné vozidlo skládající se ze tří částí: Přední motorová část, zadní část s nákladovým prostorem s objemem 2,3 m³ a střední část, kterou tvoří bezpečnostní pancéřová kabina. Součástí výbavy může být i autonomní pásové vozítko UGV, které uveze až 200 kg nákladu.
Kabina o objemu 7,7 m³ je uchycená nezávisle na podvozku a zkonstruovaná jako přetlaková bezpečnostní kapsle, která dokáže odolávat výbušným zařízením o síle až 8 kg TNT. Poskytne prostor pro šestičlennou plně vybavenou posádku a v případě nouze pojme ještě další dvě osoby (které ale nemají místo na sedačce). Má vlastní ventilaci a filtrační jednotku pro případné působení v zamořeném prostředí. Bezpečnost je posílena přídavným modulárním pancéřováním, odpruženou dvojitou podlahou a protiminovým ochranným V-štítem. Speciální sedačky pohlcují dynamické účinky explozí.
Nákladní prostor uveze až 1,5 tuny výstroje nebo vybavení, munici, kanystry apod. Vozidlo utáhne až 28 tun.
Podvozek Rolling Chassis ZETOR umožňuje překonávat zákopy o šířce 0,9 metru, terénní nerovnosti o výšce 0,5 m a stoupání až 45 °. Rámový koncept podvozku je součástí protiminové ochrany. Rozvor činí 3,6 m a poloměr otáčení je 7,5 m.

## Výzbroj
Vozidla Gerlach lze osadit různými zbraňovými nadstavbami včetně mechanicky a dálkově ovládanými věžemi pro granátomety, kulomety, minomety nebo protitankové řízené střely.